# Terebra benthalis
Terebra benthalis är en snäckart som beskrevs av Dall 1889. Terebra benthalis ingår i släktet Terebra och familjen Terebridae. Inga underarter finns listade i Catalogue of Life.